# 030 Ouest 1904 à 2244

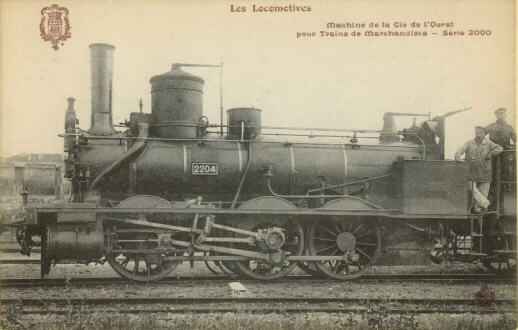
La locomotive 030 no 2204 dans son état d'origine.

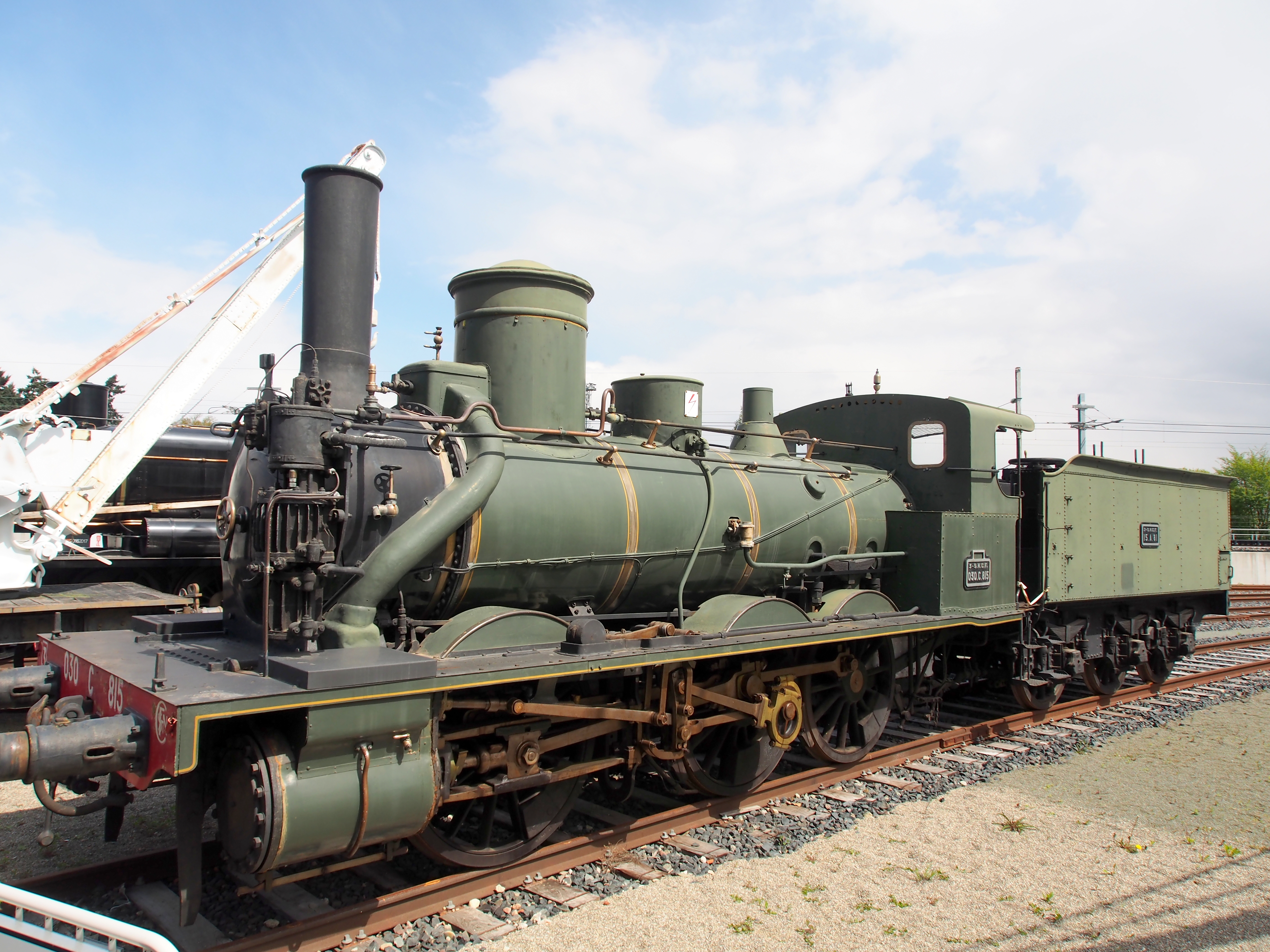
La locomotive 2199 devenue 030 C 815 avec une distribution Gooch et un abri transformé.

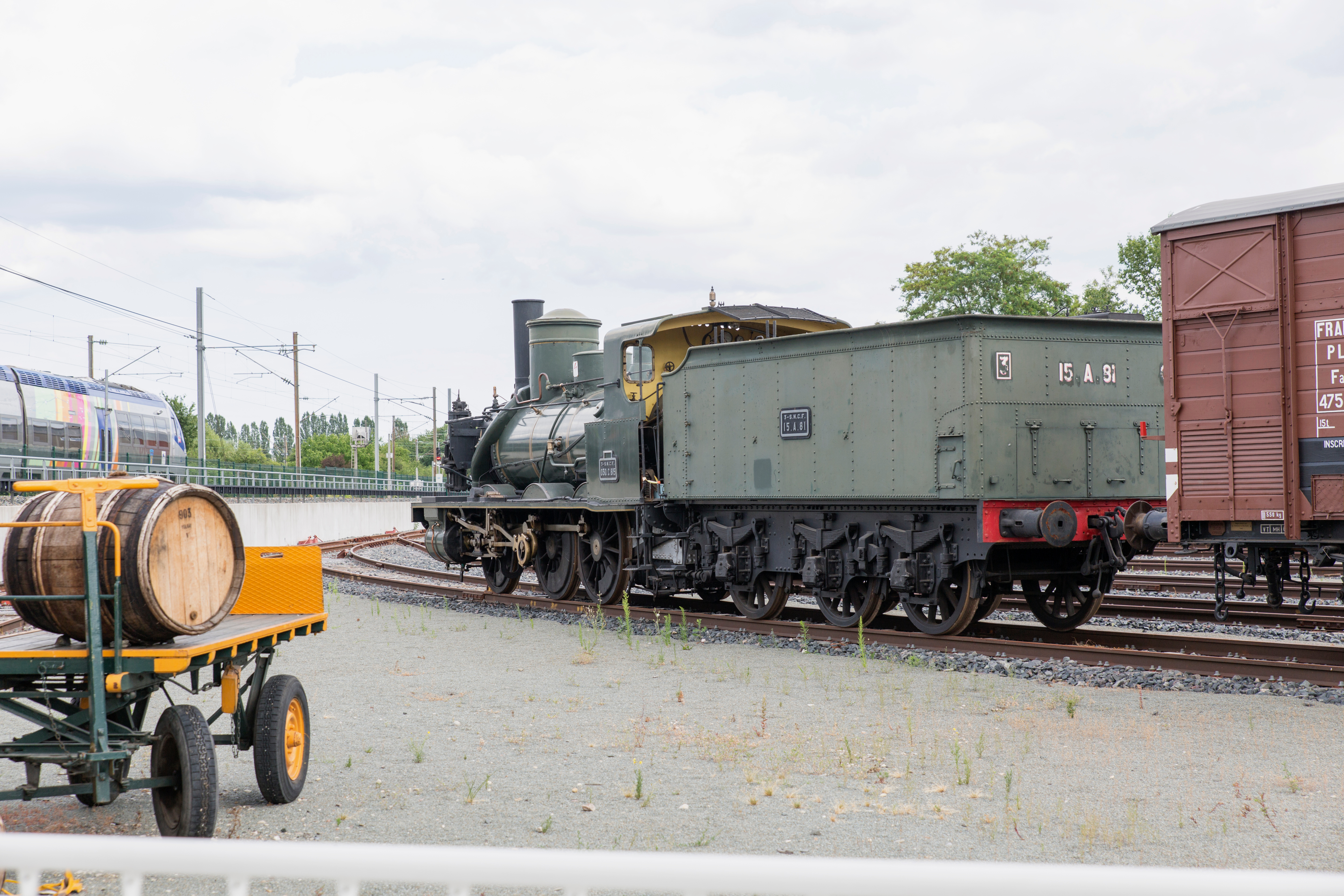
Le tender du type 15A no 81.

Les 030 Ouest 1904 à 2244 sont des locomotives de la compagnie des chemins de fer de l'Ouest à tender séparé de type 030. Elles sont affectés à la traction des trains de marchandises.

## Histoire
La série de 341 machines a été livrée aux chemins de fer de l'Ouest puis est intégrée en 1909 au parc des chemins de fer de l'Etat. Elles deviennent alors les 030-531 à 860. En 1938, lors de la création de la SNCF, elles deviennent 3 - 030 C 531 à 860. Leur radiation intervient entre 1934 et 1966.

## Construction
Elle est réalisée dans l'ordre suivant:
1. no 1904-1910 livrées par la compagnie de Fives-Lille en 1873
2. no 1911-1920 livrées par les Forges et chantiers de l'Océan en 1873
3. no 1921-1950 livrées par la SACM en 1872
4. no 1951-1974 livrées par Schneider et Cie en 1867
5. no 1975-1977 livrées par Fives-Lille en 1874
6. no 1978-1987 livrées par les Forges et chantiers de l'Océan en 1873
7. no 1988-2012 livrées par Claparède
8. no 2013-2022 livrées par la SACM en 1875
9. no 2023-2046 livrées par Fives-Lille en 1876
10. no 2047-2066 livrées par Schneider et Cie en 1878
11. no 2067-2091 livrées par la SACM en 1878
12. no 2092-2099 livrées par la SACM en 1880
13. no 2102-2126 livrées par la Société de construction des Batignolles en 1879
14. no 2127-2140 livrées par la Société de construction des Batignolles en 1880
15. no 2141-2160 livrées par la SACM en 1880
16. no 2161-2170 livrées par la Société de construction des Batignolles en 1881
17. no 2171-2220 livrées par Wiener Neustädter Lokomotivfabrik en 1882
18. no 2221-2238 livrées par la SACM   en  1883
19. no 2239-2244 livrées par la société Franco-Belge  en  1884

## Description
Ces machines ont un moteur à deux cylindres à simple expansion et sont équipées d'une distribution Gooch avec des tiroirs plans. La chaudière est munie d'un foyer Crampton et d'un dôme surnommé "moutardier" du fait de sa forme rappelant un pot à moutarde. Une sablière est située derrière ce dôme. Le poste de conduite est situé sur la droite. Ultérieurement des modifications ont été faites comme le remplacement de l'abri et le montage du frein à air.
Elles sont accouplées à des tender à deux essieux de type 3-6C (n°76 à 658), 3-10C (n°501 à 606), 3-12B (n°501 à 510) ou 3-15A (n°1 à 220).

## Caractéristiques
empattement:  3,70 m
diamètre des roues: 1,37 m
poids à vide: 37 t
poids du tender: 21 t
capacité en eau du tender: 6 500 litres
capacité en charbon du tender: 5 t
diamètre des roues: 1,30 m
diamètre des cylindres: 460 mm
course des pistons: 640 mm
surface de grille: 8 m2
surface de chauffe : 137,52 m2
Diamètre des tubes: 48,5 mm
longueur des tubes: 4,30 m
pression dans la chaudière: 8 kg/cm2

## Machines préservées
Deux locomotives ont été préservées. La 030 C 815 par la Cité du train à Mulhouse, et la 030 C 841 par le Musée ferroviaire canadien à Saint-Constant au Canada.

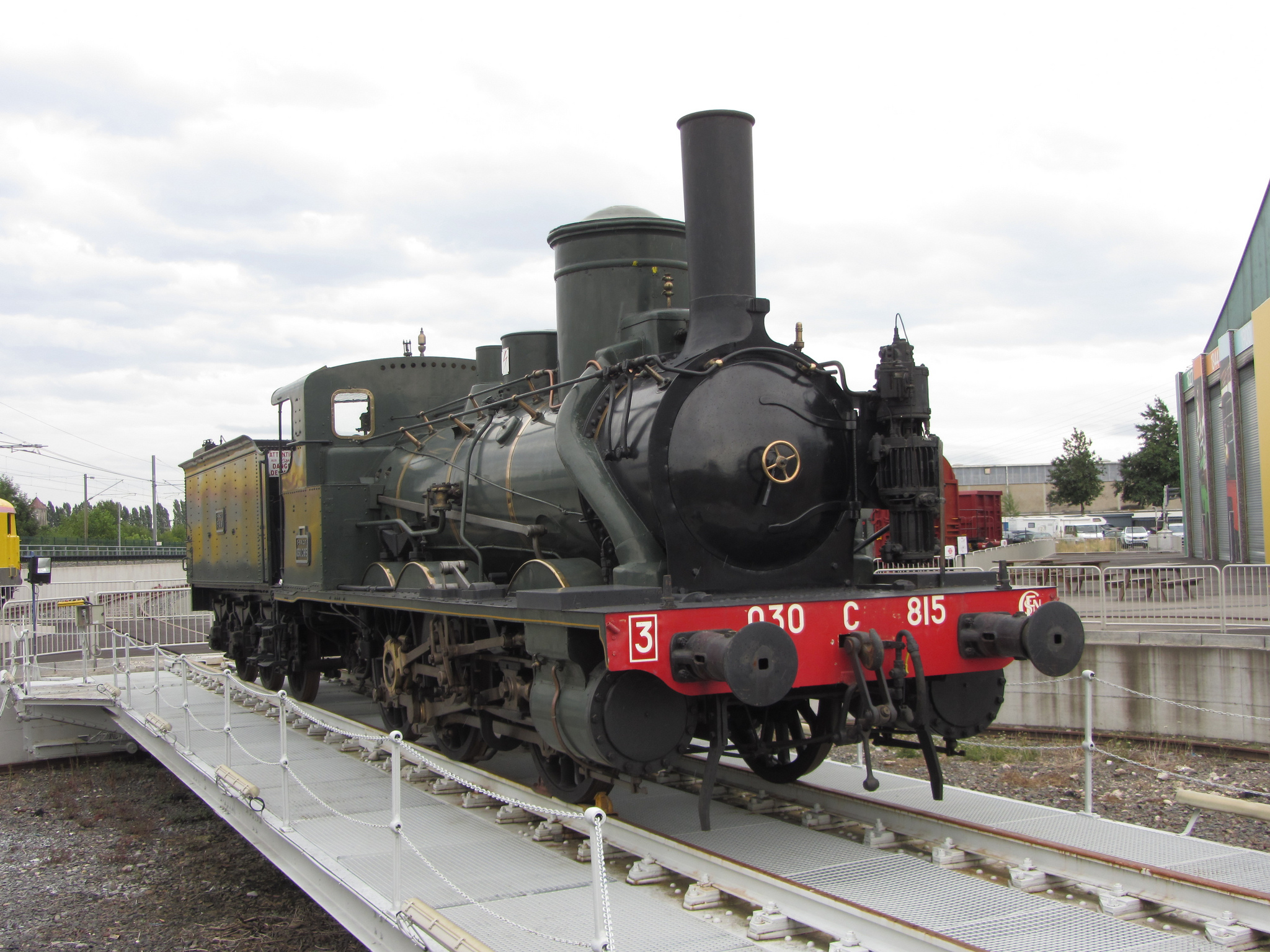
La 030 C 815 à Mulhouse.
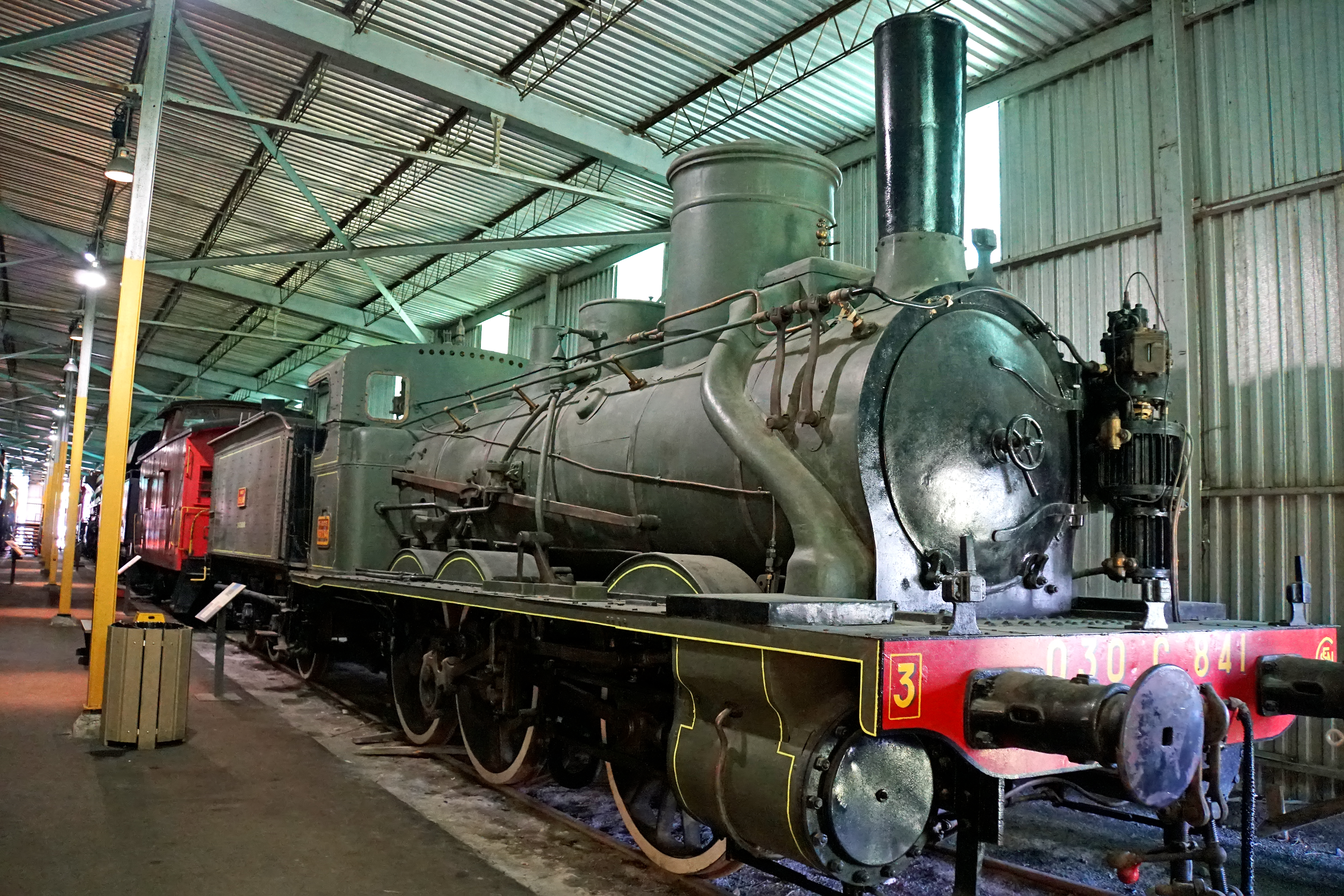
La 030 C 841 à Saint-Constant.

## Cinéma
Les locomotives 030 C apparaissent dans les films Le Plaisir réalisé en 1952, et Le Train tourné en 1963 avec la 030 C 757 qui fut détruite dans une scène de déraillement.